# 俄語地理分佈

俄語母語人口比例
0-1%
1-9%
10-19%
20-29%
30-39%
40-49%
50%+

俄語地理分佈，俄語遍及於俄羅斯領土，1917年俄罗斯帝国（帝俄）滅亡，蘇聯成立，部分前帝俄屬地，例如波蘭（中东部）、芬蘭、愛沙尼亞、拉脫維亞、立陶宛及卡爾斯州（今屬土耳其）都展開了去俄語化運動。   
蘇聯前期（1920年代）一度採取本土化政策試圖逆轉帝俄時期各地的俄羅斯化進程。1930年代，斯大林上臺後開始取消本土化政策，事實上實行俄化政策，最終使俄語於1990年法律上成爲蘇聯所有加盟國的官方語言，但同時各加盟國亦保留了繼續使用當地語言作爲額外官方語言的權力。   
1991年蘇聯瓦解，有多达2500萬的俄裔分布在俄罗斯联邦之外的其他蘇聯加盟國，约占前苏联俄罗斯人的六分之一，或除俄罗斯之外各加盟国总人口的十分之一。这些俄裔中的很多人由於族群衝突而淪爲難民。

## 數據

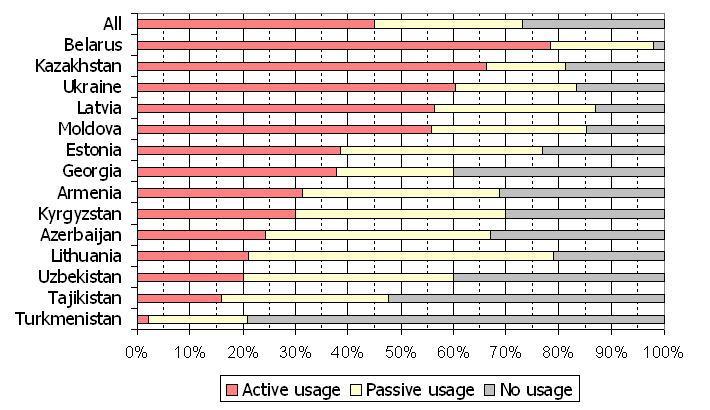
2004年，除俄羅斯聯邦外，各前蘇聯國居民的俄語能力

### 母語使用者

#### 國家
| 國家     | 使用人口    | 百分比 | 年份 | 參考資料         |
| -------- | ----------- | ------ | ---- | ---------------- |
| 亞美尼亞 | 23,484      | 0.8%   | 2011 | [ 3 ]            |
|          | 44,058      | 0.2%   | 2012 | [ 3 ]            |
| 奥地利   | 8,446       | 0.1%   | 2001 | [ 3 ]            |
|          | 122,449     | 1.4%   | 2009 | [ 3 ]            |
| 白俄羅斯 | 6,672,964   | 70.2%  | 2009 | [ 3 ] [ note 1 ] |
| 加拿大   | 112,150     | 0.3%   | 2011 | [ 3 ]            |
|          | 1,592       | 0.04%  | 2011 | [ 3 ]            |
| 賽普勒斯 | 20,984      | 2.5%   | 2011 | [ 3 ]            |
| 捷克     | 31,622      | 0.3%   | 2011 | [ 3 ]            |
| 爱沙尼亚 | 383,118     | 29.6%  | 2011 | [ 3 ]            |
| 芬兰     | 77,177      | 1.4%   | 2017 | [ 4 ]            |
|          | 45,920      | 1.2%   | 2014 | [ 3 ]            |
| 德国     | 2,257,000   | 2.8%   | 2010 | [ 5 ] [ note 2 ] |
|          | 2,104       | 0.14%  | 2009 | [ 3 ]            |
| 以色列   | 1,155,960   | 15%    | 2011 | [ 6 ] [ note 3 ] |
|          | 3,793,800   | 21.2%  | 2017 | [ 7 ] [ note 4 ] |
|          | 482,200     | 8.9%   | 2009 | [ 8 ]            |
| 拉脫維亞 | 698,757     | 33.8%  | 2011 | [ 3 ]            |
| 立陶宛   | 218,383     | 7.2%   | 2011 | [ 3 ]            |
| 模里西斯 | 40          | 0.003% | 2011 | [ 3 ]            |
| 摩尔多瓦 | 264,162     | 9.7%   | 2014 | [ 9 ]            |
| 新西兰   | 7,896       | 0.2%   | 2006 | [ 3 ]            |
| 挪威     | 16,833      | 0.3%   | 2012 | [ 3 ]            |
| 波蘭     | 21,916      | 0.1%   | 2011 | [ 3 ]            |
| 羅馬尼亞 | 18,946      | 0.09%  | 2011 | [ 3 ]            |
| 俄羅斯   | 118,581,514 | 85.7%  | 2010 | [ 10 ]           |
| 塞爾維亞 | 3,179       | 0.04%  | 2011 | [ 3 ]            |
| 斯洛伐克 | 1,866       | 0.03%  | 2001 | [ 3 ]            |
|          | 40,598      | 0.5%   | 2012 | [ 3 ]            |
|          | 305,802     | 5.4%   | 2016 | [ 11 ]           |
| 乌克兰   | 14,273,670  | 29.6%  | 2001 | [ 3 ]            |
| 美国     | 900,205     | 0.3%   | 2016 | [ 12 ]           |

#### 地區
| 領土       | 所屬國家                      | 母語者人數 | 百分比 | 年份 | 參考資料 |
| ---------- | ----------------------------- | ---------- | ------ | ---- | -------- |
| 哈爾尤縣   | 爱沙尼亚                      | 208,517    | 37.7%  | 2011 | [ 13 ]   |
| 東維魯縣   | 爱沙尼亚                      | 121,680    | 81.6%  | 2011 | [ 13 ]   |
| 新地区     | 芬兰                          | 38,576     | 2.36%  | 2018 | [ 14 ]   |
| 里加區     | 拉脫維亞                      | 326,478    | 55.8%  | 2011 | [ 15 ]   |
| 皮耶里加區 | 拉脫維亞                      | 87,769     | 25.9%  | 2011 | [ 15 ]   |
| 维德泽默區 | 拉脫維亞                      | 16,682     | 8.4%   | 2011 | [ 15 ]   |
| 库泽默區   | 拉脫維亞                      | 47,213     | 19.3%  | 2011 | [ 15 ]   |
| 泽姆加里區 | 拉脫維亞                      | 54,761     | 23.3%  | 2011 | [ 15 ]   |
| 拉特加勒區 | 拉脫維亞                      | 165,854    | 60.3%  | 2011 | [ 15 ]   |
| 克里米亚   | 乌克兰宣稱主權 俄羅斯實際佔有 | 1,842,606  | 84.1%  | 2014 | [ 16 ]   |

#### 所有使用者（包含母語及第二語言）
| 國家     | 使用者      | 百分比 | 年份 | 參考資料          |
| -------- | ----------- | ------ | ---- | ----------------- |
| 亞美尼亞 | 1,591,246   | 52.7%  | 2011 | [ 17 ]            |
|          | 678,102     | 7.6%   | 2009 | [ 18 ]            |
| 爱沙尼亚 | 928,655     | 71.7%  | 2011 | [ 19 ] [ note 5 ] |
|          | 10,309,500  | 84.8%  | 2009 | [ 20 ] [ note 6 ] |
|          | 1,854,700   | 49.6%  | 2009 | [ 21 ] [ note 7 ] |
| 立陶宛   | 1,917,500   | 63.0%  | 2011 | [ 22 ]            |
| 俄羅斯   | 137,494,893 | 96.2%  | 2010 | [ 23 ] [ note 8 ] |
|          | 1,963,857   | 25.9%  | 2010 | [ 24 ]            |

#### 烏克蘭的俄語人口
包含俄羅斯族及其他以俄語爲第一語言的族裔。
| 領土                   | 所屬國家 | 百分比 | 年份 | 參考資料 |
| ---------------------- | -------- | ------ | ---- | -------- |
| 克里米亞自治共和國     | 乌克兰   | 97%    | 2004 | [ 25 ]   |
| 第聂伯罗彼得罗夫斯克州 | 乌克兰   | 72%    | 2004 | [ 25 ]   |
| 顿涅茨克州             | 乌克兰   | 93%    | 2004 | [ 25 ]   |
| 扎波羅熱州             | 乌克兰   | 81%    | 2004 | [ 25 ]   |
| 盧甘斯克州             | 乌克兰   | 89%    | 2004 | [ 25 ]   |
| 尼古拉耶夫州           | 乌克兰   | 66%    | 2004 | [ 25 ]   |
| 敖德薩州               | 乌克兰   | 85%    | 2004 | [ 25 ]   |
| 哈爾科夫州             | 乌克兰   | 74%    | 2004 | [ 25 ]   |

#### 使用者不明確的數據
| 國家 | 使用者  | 百分比 | 年份 | 參考資料           |
| ---- | ------- | ------ | ---- | ------------------ |
|      | 700,500 | 12.8%  | 2017 | [ 26 ] [ note 9 ]  |
|      | 650,000 | 2.1%   | 2017 | [ 26 ] [ note 10 ] |

## 亞洲

### 亞美尼亞
俄語並非亞美尼亞的官方語言，但被官方承認爲少數族裔語言，並依據《保護少數族群之架構協定》受政府保護。根據調查，2004年該國有1.5萬俄語母語者，以及另外100萬活躍使用者。30%的國民能夠流利使用俄語並且有2%以俄語爲主要家庭、社交及工作語言。根據2009年世界概況資料，該國有1.4%的俄語人口。
2010年該國去俄化政策鬆動，並且重新建立俄語學校。

### 阿塞拜疆
俄語並非阿塞拜疆的官方語言，但是該國的通用語。根據調查，2004年該國有25萬俄語母語者，及200萬活躍使用者。2006年，26%的國民能夠流利使用俄語，並且5%以俄語爲主要家庭、社交及工作用語。
一項2005年至2006年所進行的研究表明，阿國政府並不視俄語爲動搖阿塞拜疆語國語地位的威脅。相反，俄語在維繫與俄羅斯的經濟及政治聯繫中發揮重要作用。但是，在該國，能夠熟練使用阿塞拜疆語仍被視爲是擁有成功生活的必要因素。

### 格魯吉亞
俄語並非格魯吉亞的官方語言，但被官方承認爲少數族裔語言，並依據《保護少數族群之架構協定》受政府保護。根據調查，2004年該國有13萬俄語母語者及170萬活躍使用者。2006年，27%的國民能夠流利使用俄語，並且1%以俄語爲主要家庭、社交及工作用語。根據世界概況，該國有9%的俄語人口，民族語則認爲俄語是該國實際上的工作用語。
因地緣關係的原因，該國絕大多數公共及私人標誌僅用格魯吉亞語書寫，並且英語是最受歡迎的外語。但是一些蘇聯時期遺留下來的路標誌則會是俄語及格魯吉亞語雙語。亞美尼亞人在薩姆茨赫-賈瓦赫蒂大区佔多數，而當地的廣告和私人標誌則只是使用俄語，或者俄語及格魯吉亞雙語。而阿塞拜疆人佔多數的下卡尔特利大区的边境地区，標誌和廣告通常是仅用俄語、格鲁吉亚语和阿塞拜疆语双语、或者俄語和格魯吉亞語雙語。格魯吉亞的去俄化政策並沒有影響到不被政府控制的阿布哈茲和南奧塞梯，俄語是該兩地的官方語言之一。

### 以色列
根據1999年的人口普查，以色列有100萬來自前蘇聯的猶太人移民。以色列的傳媒和網站會經常使用俄語，並且該國有屬於自己的俄語報紙、電視臺、學校和社交傳媒。

### 哈薩克斯坦
俄語並非哈薩克斯坦的國語，但哈薩克斯坦憲法第七條明確表明俄語和哈薩克語在國家行政上地位平等。根據調查，2004年該國有420萬俄語母語人口，同時有1000萬活躍使用者。2006年，63%的國民能夠流利使用俄語，並且46%以俄語爲主要家庭、社交及工作用語。根據世界概況，2001年，該國95%的人口能夠說俄語。該國北部現今依然存在大型的俄語社區，並且俄羅斯族佔該國人口的25.6%。2009年的人口普查現顯示，該國15歲及以上的人口中，84.8%擁有良好的俄語聽說讀寫能力。

### 吉爾吉斯斯坦
吉爾吉斯斯坦憲法第五條規定俄語是該國的官方語言。根據調查，2004年該國有60萬俄語母語人口，同時有150萬活躍使用者。2006年，38%的國民能夠流利使用俄語，並且22%以俄語爲主要家庭、社交及工作用語。
2009年的人口普查顯示，該國48.2萬人使用俄語爲母語，包括41.9萬俄羅斯族，及6.32萬其他族裔，佔總人口8.99%。另外，該國15歲以上人口中，1,854,700 能夠流利地以第二語言使用俄語，佔該組人口的49.6%。
俄語現今依然維持是商業及政府的強勢語言。議會中很少人用吉爾吉斯語發言，多數議員都使用俄語。2011年，時任總統蘿扎·奧通巴耶娃重啓有爭議的辯論，以決定是否賦予吉爾吉斯語更強勢的地位。

### 塔吉克斯坦
俄語是塔吉克斯坦憲法規定的跨族交流語言。根據調查，2004年該國有9萬俄語母語人口，同時有100萬活躍使用者。2006年，28%的國民能夠流利使用俄語，並且7%以俄語爲主要家庭、社交及工作用語。世界概況稱俄語在該國政府和商業領域被廣泛使用。
獨立後，塔吉克語爲該國唯一國語，直到2009年，俄語被定位爲跨族交流語。2009年該國通過法令，要求所有官方文件及國家教育只能使用塔吉克語。但是，該法同時規定，國內的所有少數族裔皆有權決定其子女的教學用語。

### 土庫曼斯坦
俄語在1996年在土庫曼斯坦喪失其官方語言地位。根據調查，2004年該國有15萬俄語母語人口，同時有10萬活躍使用者。根據世界概況，該國12%人口使用俄語（日期未知）。
多數俄語電視節目在該國遭禁，並且俄語學校皆被勒令關閉。

### 烏茲別克斯坦
在烏茲別克斯坦，俄語並非官方語言，但爲通用語。根據調查，2004年該國有120萬俄語母語人口，同時有500萬活躍使用者。根據世界概況，該國14.2%人口使用俄語（日期未知）。
1991年獨立後，烏茲別克斯坦文化經歷了去俄化、西歐化，與建立民族認同。該國官方強力在教育體系中深化這三大傾向：在烏茲別克斯坦這個全國一半人口爲學齡人口的國家，深化三大傾向，尤其有效。
隨着烏茲別克語成爲官方語言，並且在工作招聘中處於優勢，該國面臨由俄羅斯裔離開帶來的人才流失。俄語人口佔優勢的工業、科學及教育領域隨着去俄化深入而陷入衰退。
在首都塔什干，十月革命的領導人雕像被移除，而以民族英雄例如帖木兒的雕像取代之，而城市內的俄語街名亦被烏茲別克化。1995年，烏茲別克宣佈烏茲別克語放棄西里爾字母，而改用拉丁字母。1997年，烏茲別克語成爲唯一行政語言。

### 亞洲其餘部分
直至2005年，俄語是蒙古國是最多人學習的外語，並且在2006年，該國教育體系在七年級後，將俄語設爲第二外語必修課。
阿富汗擁有說俄語的少數族群。

## 澳大利亞
墨爾本和悉尼擁有俄語社區，很多聚集在墨爾本東南部。該國三分之二的俄語移民爲說俄語的德裔、希臘裔、猶太人、阿塞拜疆人、亞美尼亞人或烏克蘭人。

## 歐洲

### 白俄羅斯

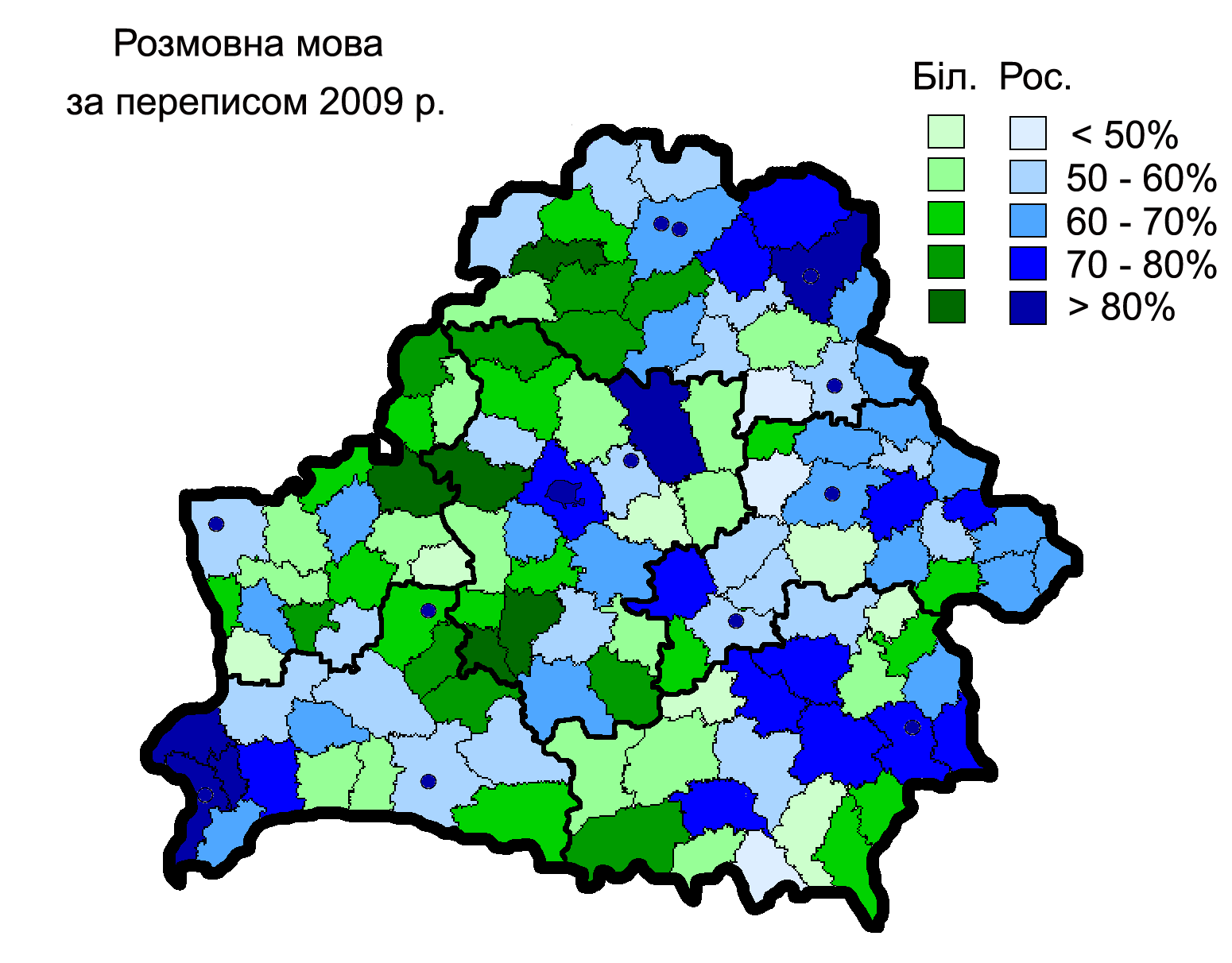
根據2009年人口普查結果製作的地圖——藍色爲俄語佔優地區

根據白俄羅斯憲法，俄語與白俄羅斯語共同爲該國的官方語言。根據調查，2004年該國有324.3萬俄語母語人口，同時有800萬活躍使用者。2006年，77%的國民能夠流利使用俄語，並且67%以俄語爲主要家庭、社交及工作用語。
白俄羅斯獨立伊始，白俄羅斯語一度爲該國的唯一官方語言，並且該國亦有實行某些去俄化政策。但亞歷山大·格里戈里耶維奇·盧卡申科成爲總統後，1995年該國發起公投以決定俄語的地位。俄語在公投後亦隨之成爲官方語言。
在白俄羅斯的多個領域，俄語都是強勢語言。實際上，很多政府諮詢及網站都僅使用俄語。

### 保加利亞
保加利亞是俄語最流行的歐洲國家之一。根據2012年的一項研究，該國高達19%的人口能流利使用俄語，並收聽俄語新聞、電視節目或廣播。

### 愛沙尼亞
俄語是愛沙尼亞官方認可的外語。根據調查，2004年該國有47萬俄語母語人口，同時有50萬活躍使用者。2006年，35%的國民能夠流利使用俄語，並且25%以俄語爲主要家庭、社交及工作用語。根據世界概況，該國29.6%的人口能夠使用俄語。
該國人口25.5%爲俄羅斯族，同時58.6%的本國民族愛沙尼亞人能夠說俄語，全部加起，有67.8%的人口能夠講俄語。但是在年輕一代，俄語迅速被英語所取替。例如，2000年，該國處於15歲至19歲的愛沙尼亞人中，53%宣稱能夠說俄語，而在10歲-14歲的年齡段中，該數字則劇降至19%（僅佔選擇英語的人數的三分之一）。
2007年，國際特赦組織猛烈批評該國“騷擾”俄語人口的行爲。2010年，政府組織檢查員以確保職場中，職員擁有足夠的愛沙尼亞語水平，受檢查的人群包括俄語學校的教師。國際特赦組織批評稱，愛沙尼亞政策“在大部分私人企業，及所有國有企業及政府職務中，設立了各類語言要求，使得非愛沙尼亞人的族裔，尤其是俄語族裔，喪失工作機會。多數少數族由於愛沙尼亞語水平不足，而沒法勝任工作。”

### 芬蘭
根據2014年世界概況的統計，芬蘭有1.4%的俄語人口。俄語是芬蘭母語人數最多的移民語言之一。
2022年之前由于同俄羅斯及其他俄語國家和地区的貿易及游客数量的增长，俄语的受欢迎度一直在增加。但自2022年之后，各种统计均显示俄语在芬兰社会的受欢迎度显著降低。俄語在職場的需求曾经一直在穩定增長，同樣的增長需求在芬蘭的教育體系（尤其是高等教育）中亦有體現。在芬蘭东部，特别是在边境城镇，由于在过去的几十年里有大量游客来自俄罗斯，俄語已經开始取代瑞典語成爲第二重要的外語。

### 德國
德國使用俄語的族群主要有猶太人、俄羅斯族等，德國擁有前蘇聯加盟國以外，最多的俄語人口，有300萬德國人依然時常使用俄語。

### 拉脫維亞
1988年，拉脫維亞蘇維埃社會主義共和國宣佈拉脫維亞語爲國家唯一官方語言。
雖然該國26.9%的人口爲俄羅斯族，但俄語被官方認定爲外語。2006年，55%的國民能夠流利使用俄語，並且26%以俄語爲主要家庭、社交及工作用語。
2010年3月，該國以俄語發行的歐盟文件被撤回，引發來自欧洲自由联盟及威爾斯黨的批評，該兩黨要求歐洲聯盟委員會繼續提供使用非歐盟官方語言的資訊，同時稱“歐盟在波羅的海國家施加壓力以邊緣化俄語使用者的行爲令人失望。”
2012年該國舉行憲法公投以決定是否將俄語列爲第二官方語言，結果爲 821,722人（75%）反對，273,347人（25%）支持。但同時亦有批評指出，該國的 557,119 人俄羅斯族中，有29萬人並非拉脫維亞公民因此無權投票。但亦有反駁稱，即使該部分人口有權投票，該憲法公投結果依然會是反對。
2019年起，該國的俄語私立學校和大學陸續關閉，同時公立中學中，亦減少使用俄語，但爲俄裔開設的俄羅斯語言和文化科目除外。

### 立陶宛
1989年1月25日，立陶宛蘇維埃社會主義共和國最高法院裁定，立陶宛語爲“官方交流的主要語言”，該規定可被應用於全國所有企業、機構及組織，但蘇聯軍隊除外。1992年通過的憲法明確規定，立陶宛語爲國語。
在立陶宛，俄語雖然喪失了官方語言地位，但依然維持通用語的地位。根據調查，2004年該國有25萬俄語母語人口，同時有50萬活躍使用者。2006年，20%的國民能夠流利使用俄語，並且3%以俄語爲主要家庭、社交及工作用語。與另外兩個波羅的海國家不同，立陶宛的俄裔較少（2008數據顯示爲5%）。
2011年的研究顯示，立陶宛63%的人口，或 1,917,500 人有一定的俄語能力。

### 摩爾多瓦
根據蘇聯時期的法律，俄語在摩爾多瓦被視爲通用語。根據調查，2004年該國有45萬俄語母語人口，同時有190萬活躍使用者。2006年，50%的國民能夠流利使用俄語，並且19%以俄語爲主要家庭、社交及工作用語。根據世界概況2014年的預計，該國有16%的俄語人口。
俄語在加告茲自治領土單位和德涅斯特河沿岸該兩個自治區中，與羅馬尼亞語共同爲官方語言。

### 俄羅斯
根據俄羅斯的2010年人口普查，99.4%的人口，或1.28億人能夠使用俄語。在城市地區，1.01億人（99.2%）能夠使用俄語，而在農村地區，該數字則爲3700萬（98.7%）。2010年，俄語母語人口爲1.186億，或總共人口的85.7%，該數字稍高於該國的俄羅斯族人口（1.11億人，總人口80.9%）。
俄語是俄羅斯的官方語言，但在某些地區，與當地語言共同爲官方語言，例如楚瓦什共和國、巴什科尔托斯坦共和国、鞑靼斯坦共和国和薩哈共和國。俄羅斯94%的學生接受俄語小學教育。
在達吉斯坦共和國、车臣共和国和印古什共和國，去俄化並非體現在政府壓制俄語和俄羅斯文化，而是於直接驅趕俄語人口，這亦是第二次車臣戰爭的主要導因之一。伊斯蘭化於2010年達到頂峯。俄語人口在該地區工業、科學及教育領域的減少，導致以上領域的衰落。
2007年，卡累利阿共和國宣佈在國事上使用卡累利阿語，但是俄語依然爲該國的唯一官方語言（卡累利阿語是其中一門“國語”）。2010年，該國小於8%的人口爲卡累利阿人。
據報告，馬里埃爾共和國仍然在進行去俄化。

### 烏克蘭

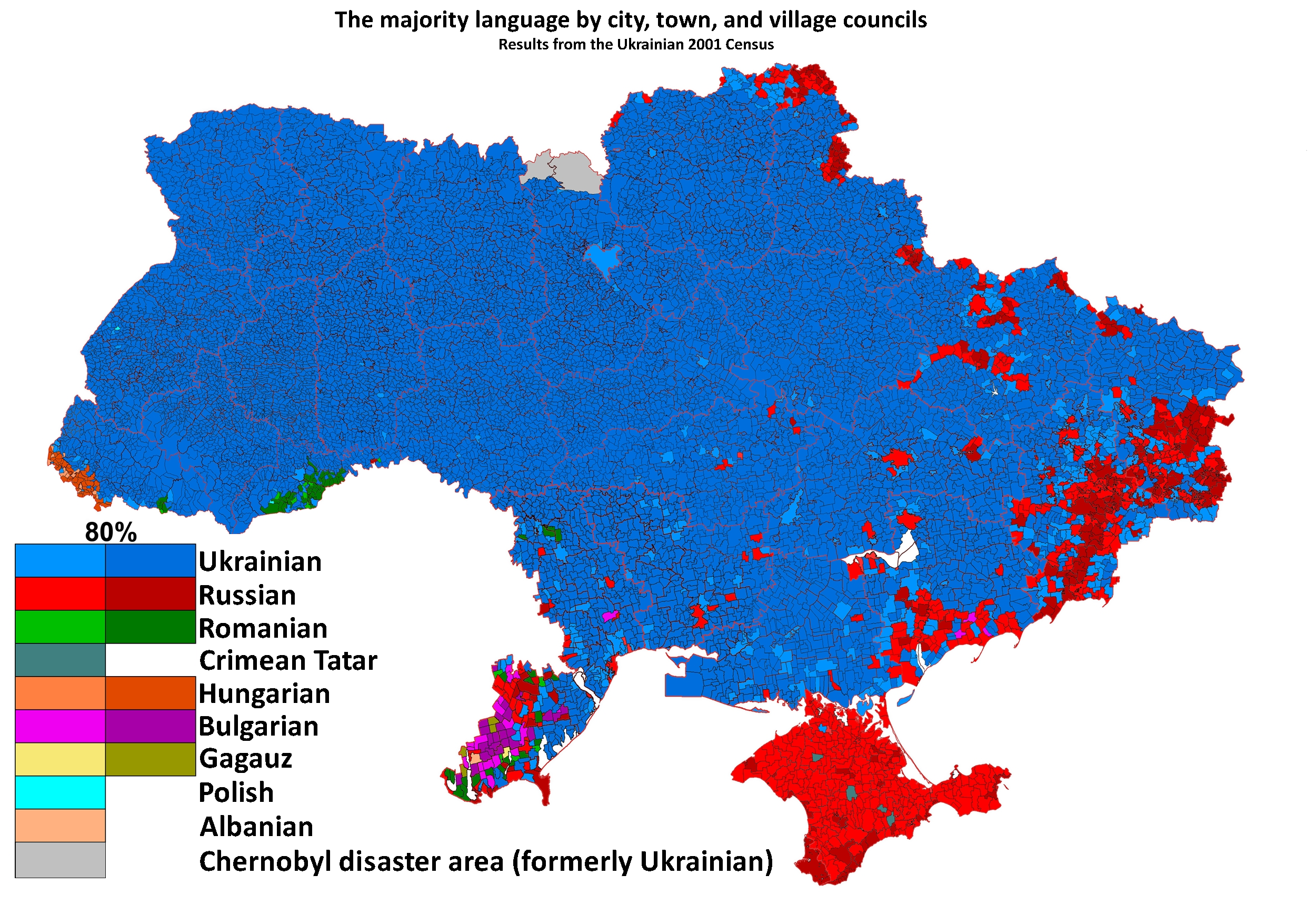
烏克蘭的俄語人口（紅色）

根據1996年烏克蘭憲法，俄語在烏克蘭是族際溝通語言，同時亦爲少數族裔語言。根據調查，2004年該國有1440萬俄語母語人口，同時有2900萬活躍使用者。2006年，65%的國民能夠流利使用俄語，並且38%以俄語爲主要家庭、社交及工作用語。
1990年，俄語成爲蘇聯的官方語言，但加盟共和國有權決定自己國內的官方語言。 早於1989年，乌克兰苏维埃社会主义共和国已經立烏克蘭語爲官方語言，在蘇聯解體後，繼而成爲唯一官方語言。烏克蘭獨立10年後，教育體系的用語由絕大多數爲俄語轉變爲75%的情況下使用烏克蘭語。政府亦在逐步推廣烏克蘭語在傳媒及商業領域內的使用。
根據2012年7月的一份調查，55%的受訪者（18歲以上）認爲國語爲烏克蘭語，而40%的人認爲爲俄語，另外5%表示沒法回答。
將俄語列爲官方語言，同時亦是烏克蘭政壇常見的競選承諾，其中包括列昂尼德·库奇马1994年時，維克多·費奧多羅維奇·亞努科維奇2004年時，以及地區黨2012年時。2012年通過的一條法令規定，俄語爲烏克蘭東部和南部數個地區的“地區語言”。2018年2月28日，烏克蘭憲法法庭裁定該法令違憲。

### 歐洲其餘地區
20世紀時期，俄語曾爲華沙公約組織成員國及其他蘇聯衛星國的學校必修科目，包括波蘭、罗马尼亚、保加利亚、捷克、東德、斯洛伐克、匈牙利和阿尔巴尼亚。但現時在以上國家，由於俄語已經不是教育體系的必修語，因此年輕一代普遍已經不能說俄語。但根據2005年調查，以上地區依然有兩成至四成的人口能使用俄語，尤其在與俄羅斯同爲斯拉夫語族的國家（波蘭、捷克、斯洛伐克和保加利亞）。
西歐亦有規模可觀的俄語人口，包括英國、西班牙、葡萄牙、法国、意大利、比利时、希腊、挪威、奥地利等。

## 美洲
18世紀時期，隨着俄羅斯探險家進入阿拉斯加地區被宣佈其爲俄羅斯領土後，俄語就正式進入美洲。雖然俄羅斯殖民者於1867年已經從阿拉斯加撤出，但俄語在該地區依舊保留了下來，雖然只有少數老年人能夠使用。在尼科來夫斯克，俄語使用者比英語使用者多。北美洲有規模較大的俄語社群，主要分佈於美國和加拿大的各大城市。俄語社群中，只有25%的人口爲俄羅斯族。在蘇聯解體前，布魯克林布萊頓海灘的大量俄語人口就是猶太人。但是隨着蘇聯解體，俄羅斯族、烏克蘭族及中亞民族的數量就追趕上了猶太人。根據2007年的美國人口普查，美國共有85萬人在家使用俄語。
俄語是古巴20世紀後半期最受歡迎的語言。俄語除了在學校和大學教授，各無線電及電視節目亦會開設俄語課。
巴西亦有小型的俄裔社區，但主要分佈在南部巴拉那州的內陸地區。